# Susanne Päch
Susanne Päch (* 18. März 1955 in Nürnberg) ist eine deutsche Autorin, Herausgeberin und Medienexpertin. Sie ist heute als Beraterin im Bereich Medien und Telekommunikation tätig.

## Leben
Päch promovierte 1980 an der Ludwig-Maximilians-Universität München mit dem Thema Von den Marskanälen zur Wunderwaffe. Eine Studie über phantastische und futurologische Tendenzen auf dem Gebiet von Naturwissenschaft und Technik, dargestellt am populärwissenschaftlichen Jahrbuch Das neue Universum 1880-1945. 
Nach dem Studium der Kommunikationswissenschaft und der Geschichte der Naturwissenschaften arbeitete die Publizistin zehn Jahre als freie Journalistin und gründete dann ein Beratungsunternehmen, für das sie in den 1990er-Jahren unter anderem publizistische Aufgaben für die Deutsche Telekom wahrgenommen hat. In dieser Funktion konzipierte und leitete sie beispielsweise das Geschäftskunden-Magazin „digits“ der Deutschen Telekom, sie konzipierte und führte ein Mitarbeiter-TV und verantwortete ebenfalls den Auftritt der Telekom auf der Expo in Hannover. Ab 1998 baute sie die Online-Redaktion der Telekom für das Intranet sowie die Websites der Telekom und des Team Telekom im Internet auf. Zwischen 2000 und 2003 war sie als Chief Executive Officer für den Aufbau des Multi-Access-Portals t-info der DeTeMedien, einer Tochtergesellschaft der Deutschen Telekom, tätig. 
Ab 2003 arbeitet sie wieder mit ihrem Beratungsunternehmen mce mediacomeurope GmbH in Grünwald bei München als Beraterin und Projektmanagerin im Medienbereich. In dieser Funktion leitete sie die Umstrukturierung des Portals t-info in eine lokale Suchmaschine. Mit der früheren Solistin der Semper-Oper in Dresden, Adriana Radu, gründete sie 2006 als Finanzier das Ballettstudio Adriana Radu, in dem sie auch als Geschäftsführerin tätig ist. 2007 produzierte sie gemeinsam mit dem Marionettentheater Bad Tölz „Der Kristallplanet“, ein multimediales Marionettenstück aus der Zukunft, geschrieben von Herbert W. Franke, das seither im Spielplan des Marionettentheaters aufgeführt wird.
Seit 2008 befasst sie sich mit Internet-TV. Ende 2009 startete sie ihren Sender HYPERRAUM.TV, dem 2010 eine Rundfunklizenz als bundesweiter Spartensender für Wissenschaft und Technologie erteilt wurde. Sie zeichnet als Gründerin und Besitzerin des Senders für das Programm verantwortlich und ist als Moderatorin auch vor der Kamera zu sehen. 2011 erhielt sie für ihren Sender den Medienpreis der ERGO Direkt Versicherungen.
Päch veröffentlichte mehrere Bücher, die sich sowohl ihrem früheren Betätigungsfeld, der Wissenschaftsgeschichte, als auch Technologien und Zukunftsvisionen widmen. Sie schrieb auch mehrere Drehbücher und gab Science-Fiction-Anthologien heraus.
Susanne Päch ist die Witwe des Science-Fiction-Autors Herbert W. Franke († 2022).